# NGC 5855
NGC 5855 est une vaste et lointaine galaxie elliptique située dans la constellation de la Vierge. Sa vitesse par rapport au fond diffus cosmologique est de 10 795 ± 61 km/s, ce qui correspond à une distance de Hubble de 159 ± 11 Mpc (∼519 millions d'al). NGC 5855 a été découverte par l'astronome américain Lewis Swift en 1887.
Selon la base de données Simbad, NGC 5855 est une radiogalaxie.